# Together When...
Together When... – pierwszy cyfrowy singel japońskiej piosenkarki Ayumi Hamasaki, wydany 5 grudnia 2007. Płyta została wydana tylko w wersji do ściągnięcia przez internet. Singel został rozpowszechniony w 1 000 000 legalnie ściągniętych kopii.

## Lista utworów
| Nr | Tytuł                                            | Muzyka     | Aranżacja | Czas |
| -- | ------------------------------------------------ | ---------- | --------- | ---- |
| 1. | "Together When... (Original mix)"                | Kunio Tago | CMJK      | 5:11 |
| 2. | "Together When... (Original mix -Instrumental-)" | Kunio Tago | CMJK      | 5:11 |

## Wystąpienia na żywo
- 2 grudnia 2007 – Domoto Kyoudai
- 3 grudnia 2007 – Music Japan
- 3 grudnia 2007 – HEY!HEY!HEY! MUSIC CHAMP
- 5 grudnia 2007 – FNS Yearly Music Special
- 7 grudnia 2007 – Music Station
- 21 grudnia 2007 – MUSIC Station SUPER LIVE
- 23 grudnia 2007 – Merry X-Mas SHOW!
- 31 grudnia 2007 – 58th Kouhaku